# Conde de Dumbarton

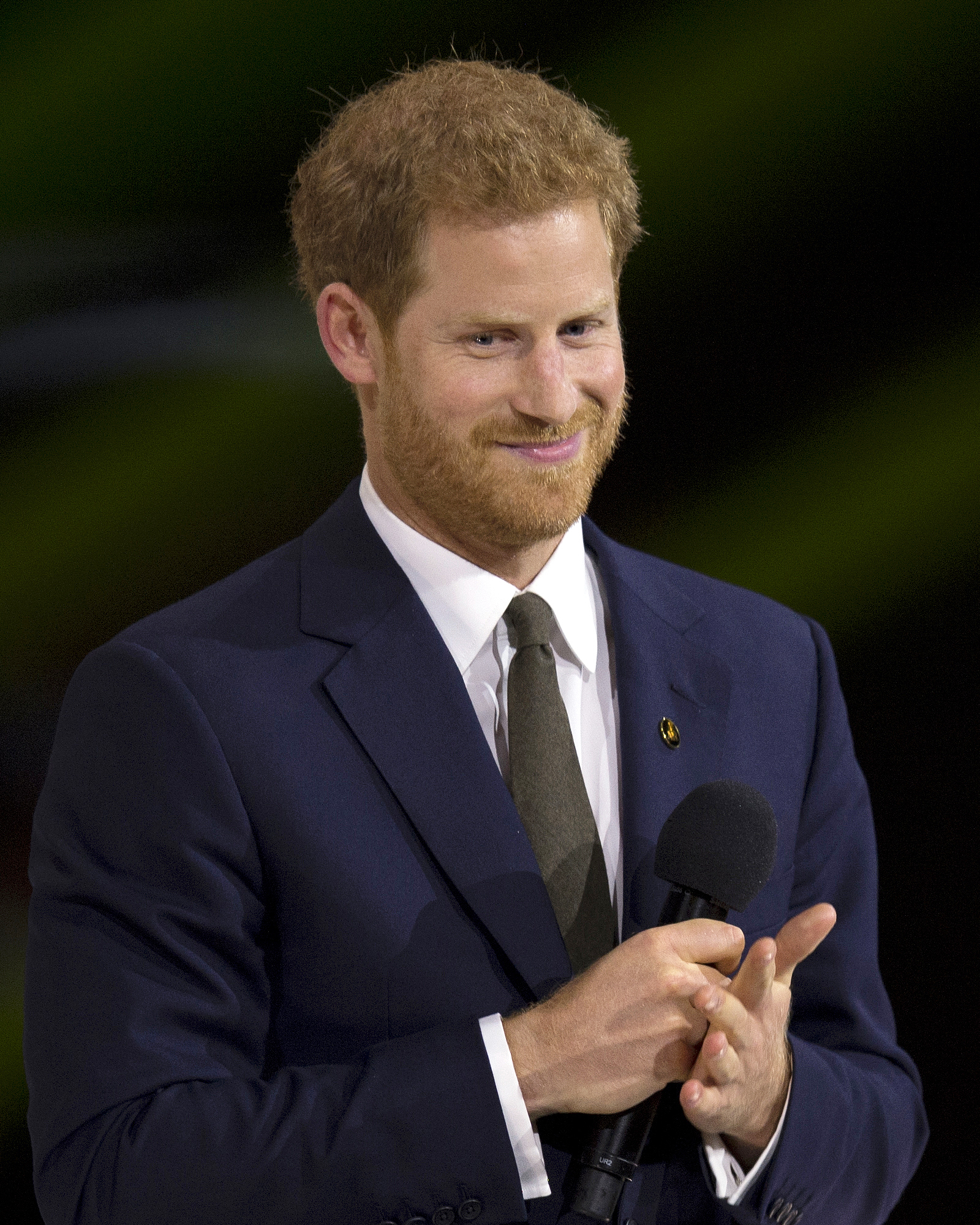
Príncipe Henrique, Duque de Sussex. O atual Conde de Dumbarton

Conde de Dumbarton é um título de nobreza Escocesa, associado com a cidade de Dumbarton, localizada na área de West Dunbartonshire, Escócia.
O título foi criado pela primeira vez no Pariato da Escócia, em 9 de março de 1675 para o Lorde George Douglas, irmão do 1º Conde de Selkirk. Também foi criado o título de Lorde Dumbarton que também tinha como título subsidiário Lorde Douglas de Ettrick (Escócia, 1675). Após a morte do 2º Conde, o título tornou-se extinto em 1749.
O título foi recriado no Pariato do Reino Unido pela Rainha Elizabeth II para o seu neto, o Príncipe Henrique, por ocasião de seu casamento, em 19 de maio de 2018.

## Condes de Dumbarton (1675)
- Jorge Douglas, 1.º Conde de Dumbarton (1635-1692)
- Jorge Douglas, 2.º Conde de Dumbarton (1687-1749)

## Conde de Dumbarton (2018)
- Príncipe Henrique, Duque de Sussex, Conde de Dumbarton